# Grand-Fort-Philippe
Grand-Fort-Philippe  (Nederlands: Groot-Fort-Filips) is een gemeente in het Franse Noorderdepartement (Frans: département du Nord), arrondissement Duinkerke, aan de Opaalkust aan monding van de rivier de Aa. De gemeente ligt op de grens van Frans-Vlaanderen en Artesië. Grand-Fort-Philippe telde op 1 januari 2022 4.901 inwoners.
Grand-Fort-Philippe ligt op de westoever van de gekanaliseerde Aa, waar deze in de Noordzee uitmondt. Op de linkeroever ligt het dorp Petit-Fort-Philippe, dat onderdeel is van de gemeente Grevelingen.

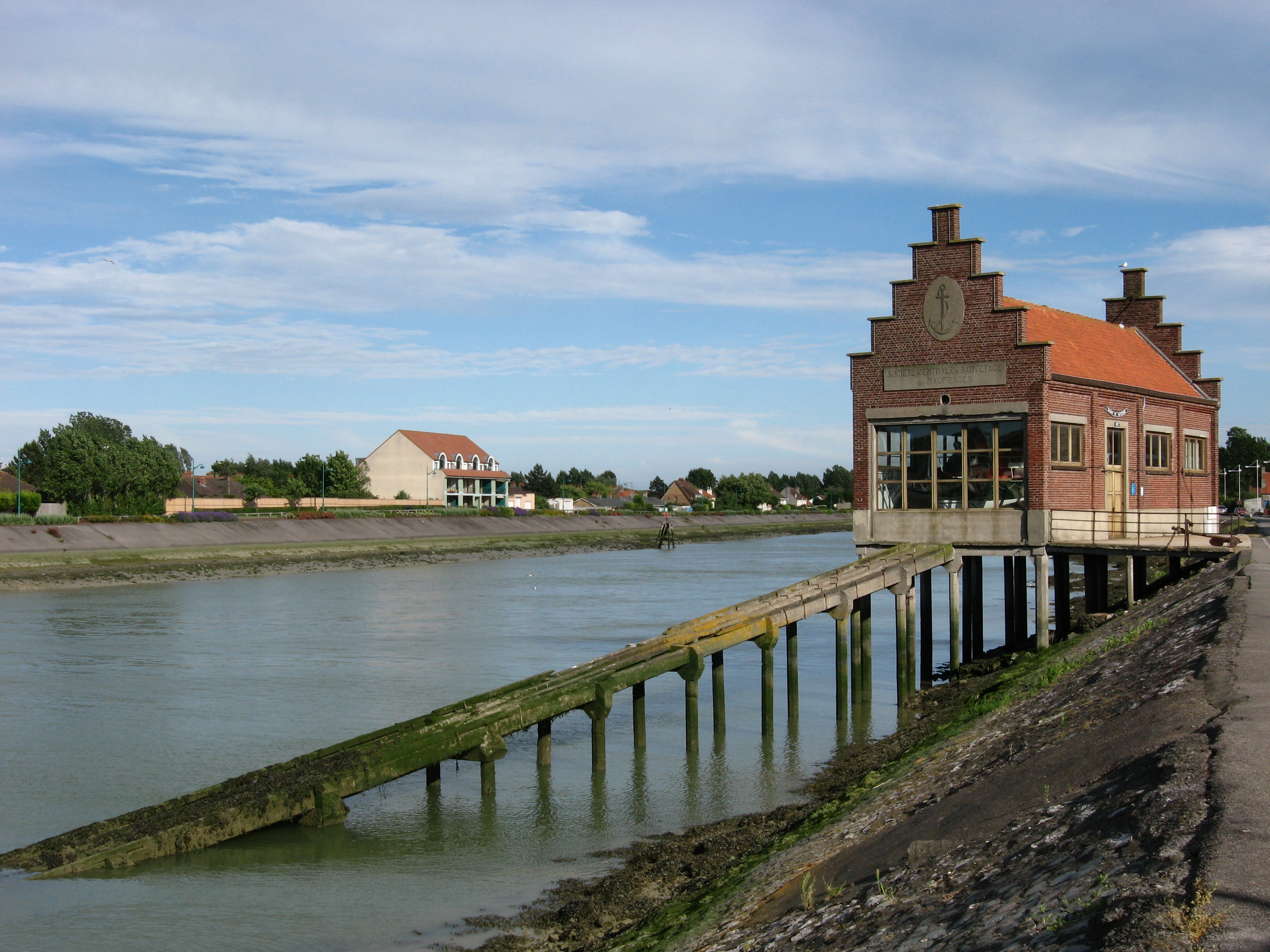
Gebouw van de reddingswerkers in Grand-Fort-Philippe

## Geschiedenis
In 1582 werd hier door Filips II, graaf van Vlaanderen, een fort opgericht dat samen met het fort in Petit-Fort-Philippe de toegang tot de Aa moest verdedigen tegen Frankrijk. In 1657 werden de forten vernield door de troepen van Turenne. In 1659 kwam de plaats in handen van Frankrijk. In 1811 werd het een officiële basis voor de smoogleurs of smokkelaars waar, ondanks het door Napoleon opgelegde continentaal stelsel, Engelse en Amerikaanse schepen hun handelswaar kwamen verkopen.
In 1883 werd Grand-Fort-Philippe een zelfstandige gemeente, die zich afscheidde van de gemeente Grevelingen. Het was in het verleden vooral een belangrijke vissershaven.

## Bezienswaardigheden
- Zeemuseum (Musée de la Mer) dat herinneringen bevat aan de bouw en het bedrijf van de houten vissersschepen waarmee men naar IJsland voer.
- Onze-Lieve-Vrouw van Genadekerk (Église Notre-Dame de la Grâce), van 1862.
- Het Calvaire des Marins van 1947, om de doden en de bescherming van Onze-Lieve-Vrouw gedurende de Tweede Wereldoorlog te gedenken.
- Het Maison de Sauvetage van 1937, de basis van de reddingsboten.

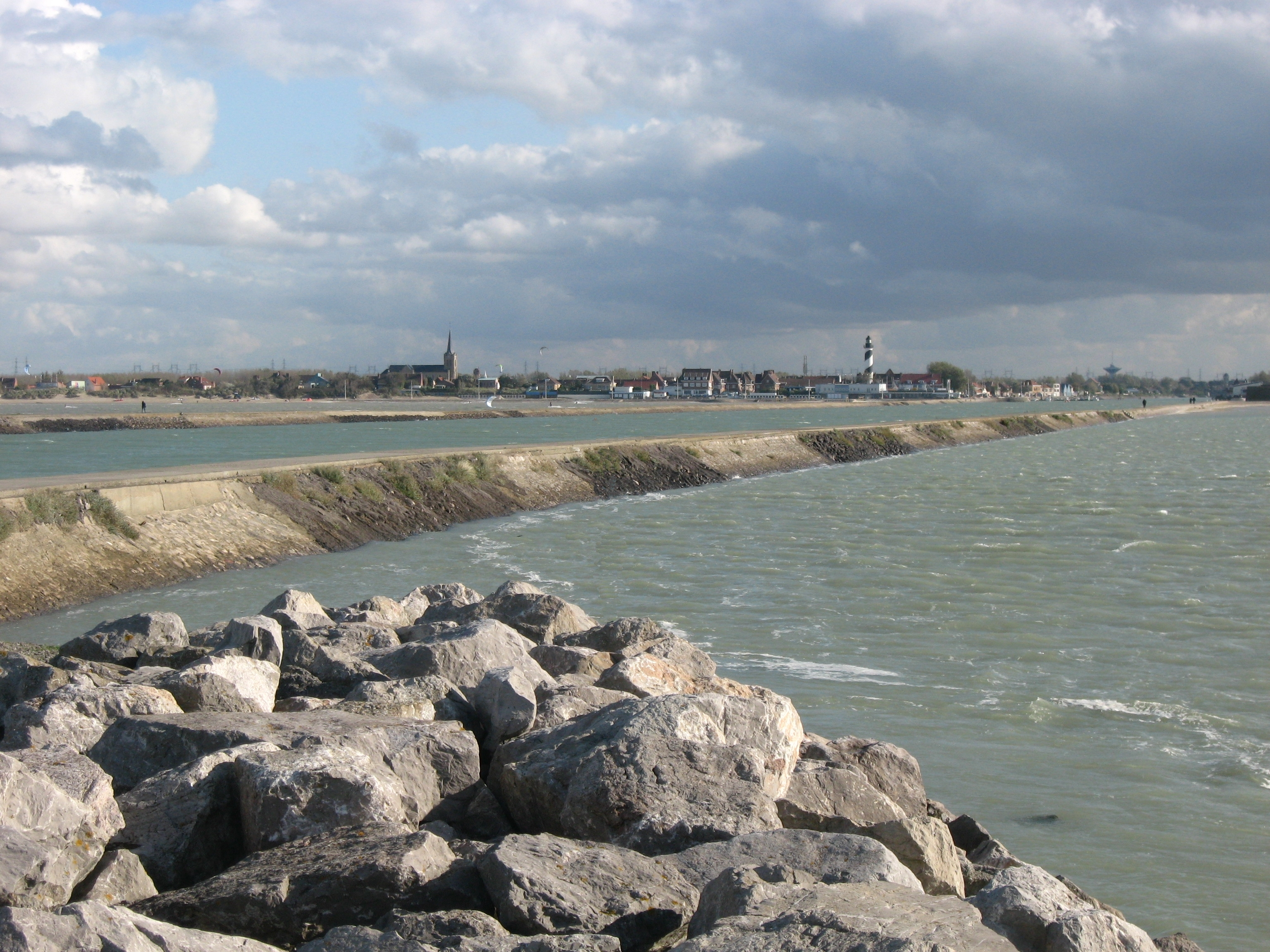
Pier
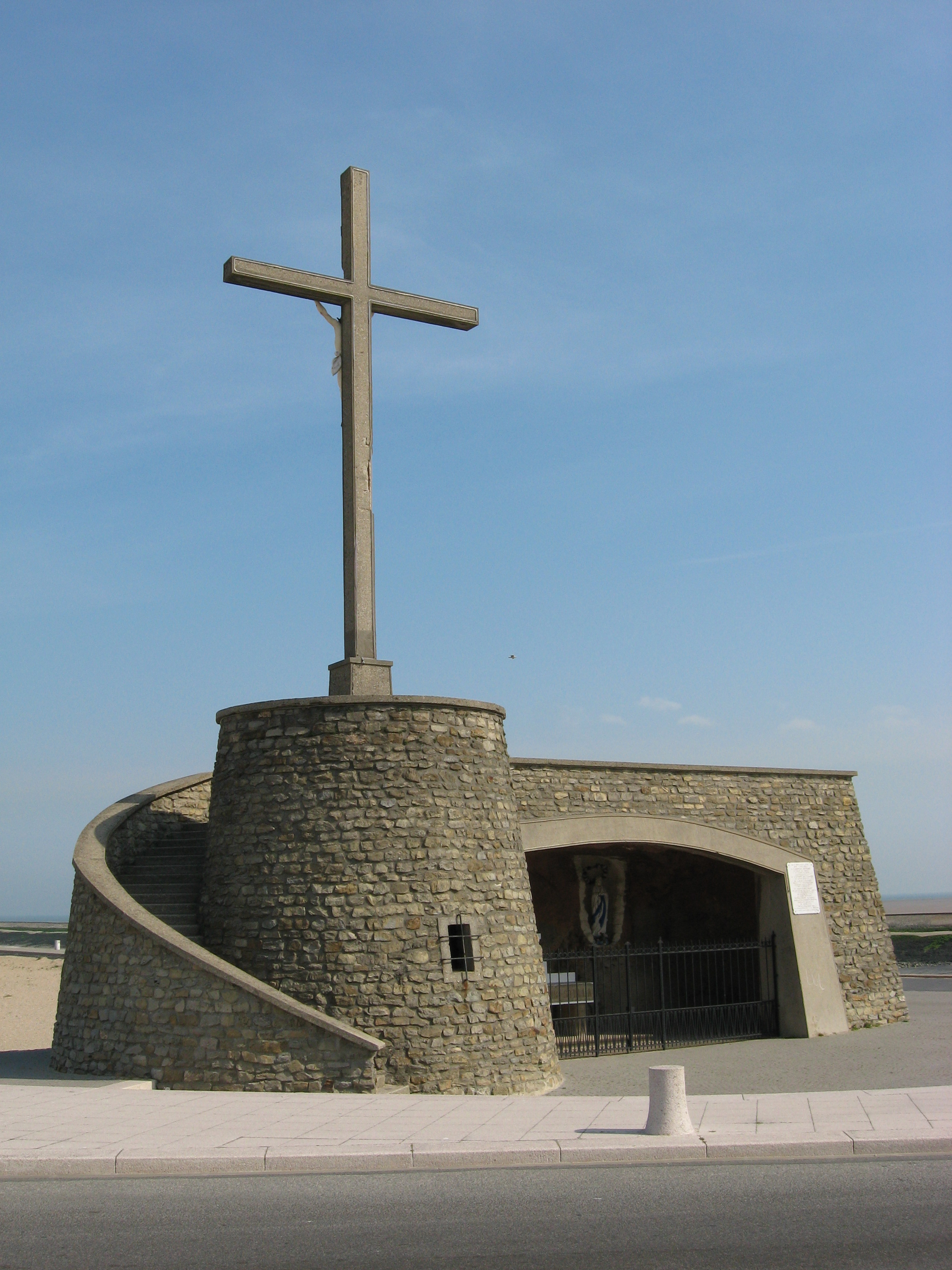
Calvaire des Marins
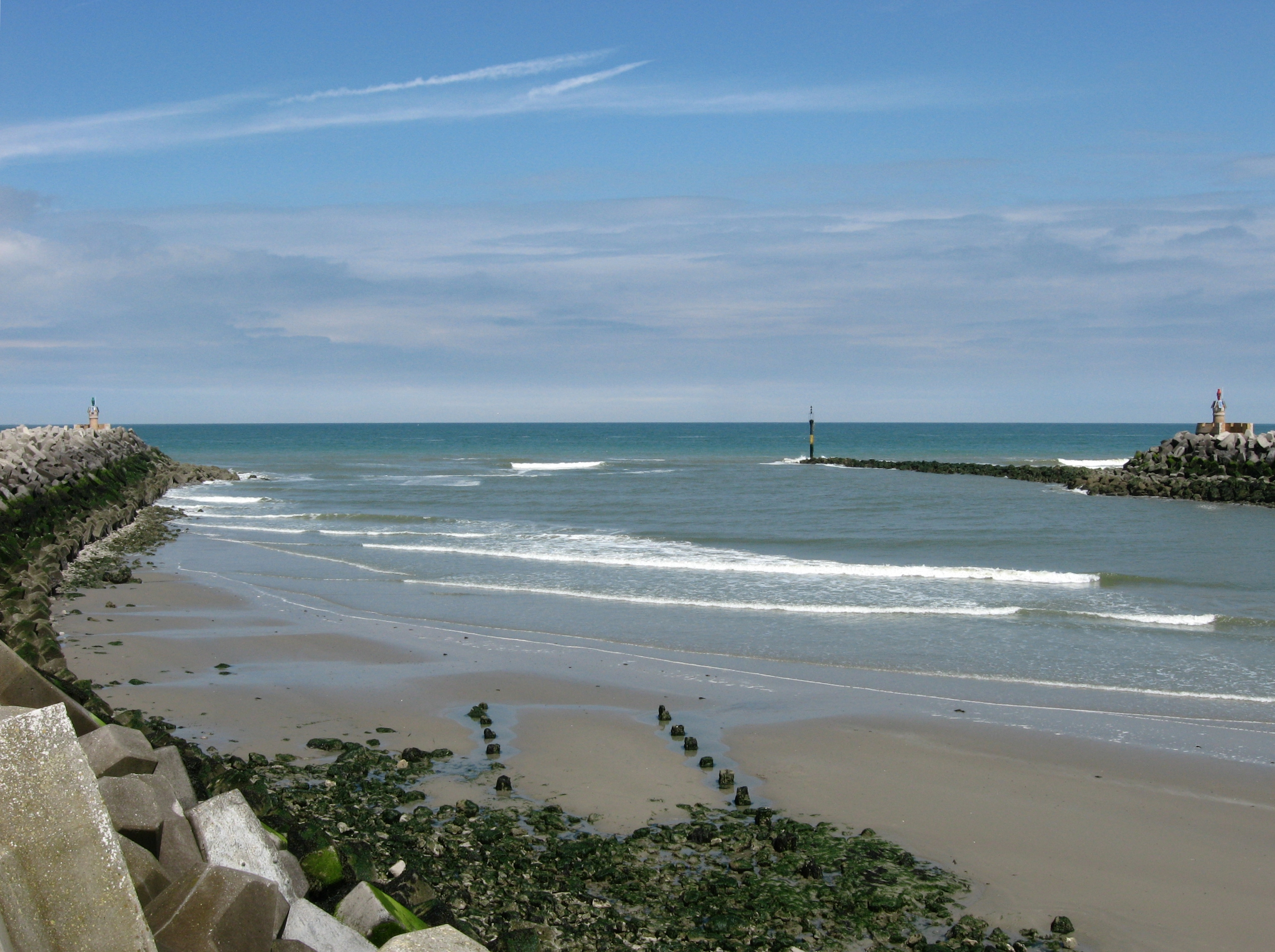
Monding van de Aa
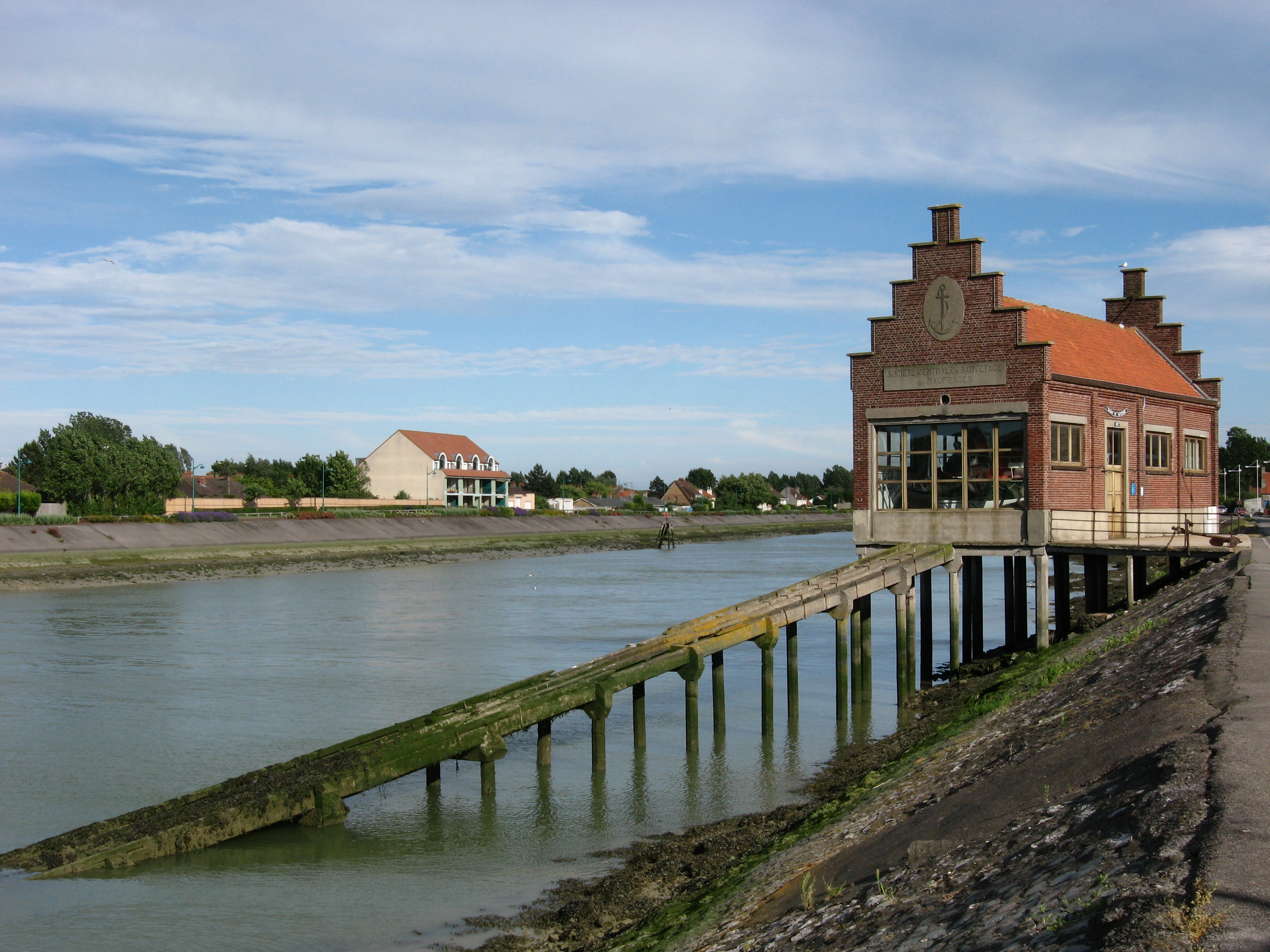
Maison de Sauvetage
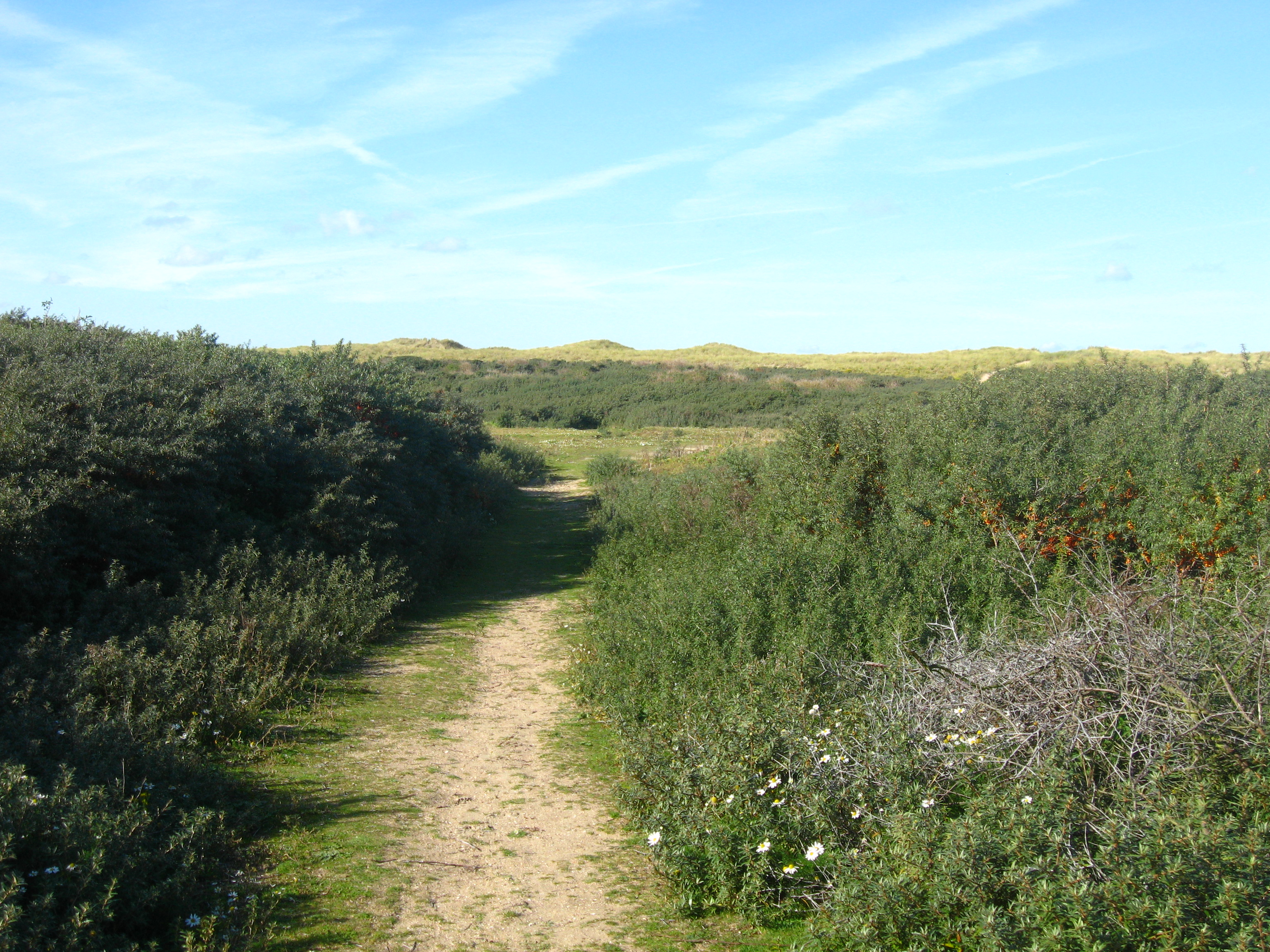
Duinen
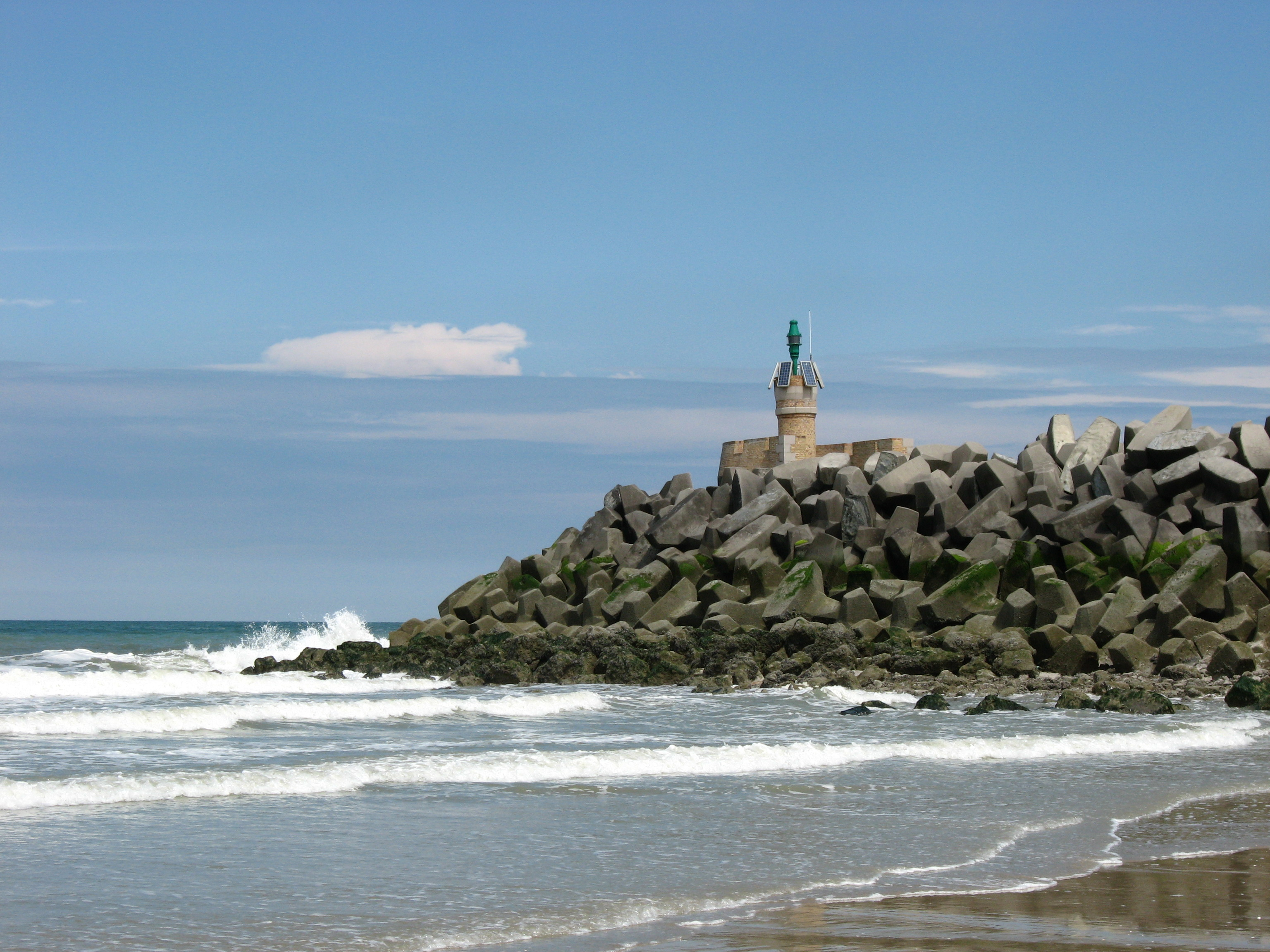
Baken op de pier

## Natuur en landschap
Grand-Fort-Philippe ligt aan de Noordzee en aan de monding van de Aa op een hoogte van 3-10 meter. Er is een strand en er zijn duinen. Het is de meest westelijke gemeente van het Noorderdepartement. Aan de kust ligt het Platier d'Oye (Réserve naturelle nationale du Platier d'Oye), een natuurreservaat.

## Geografie
De oppervlakte van Grand-Fort-Philippe bedroeg op 1 januari 2022 3,13 vierkante kilometer; de bevolkingsdichtheid was toen 1.565,8 inwoners per km².

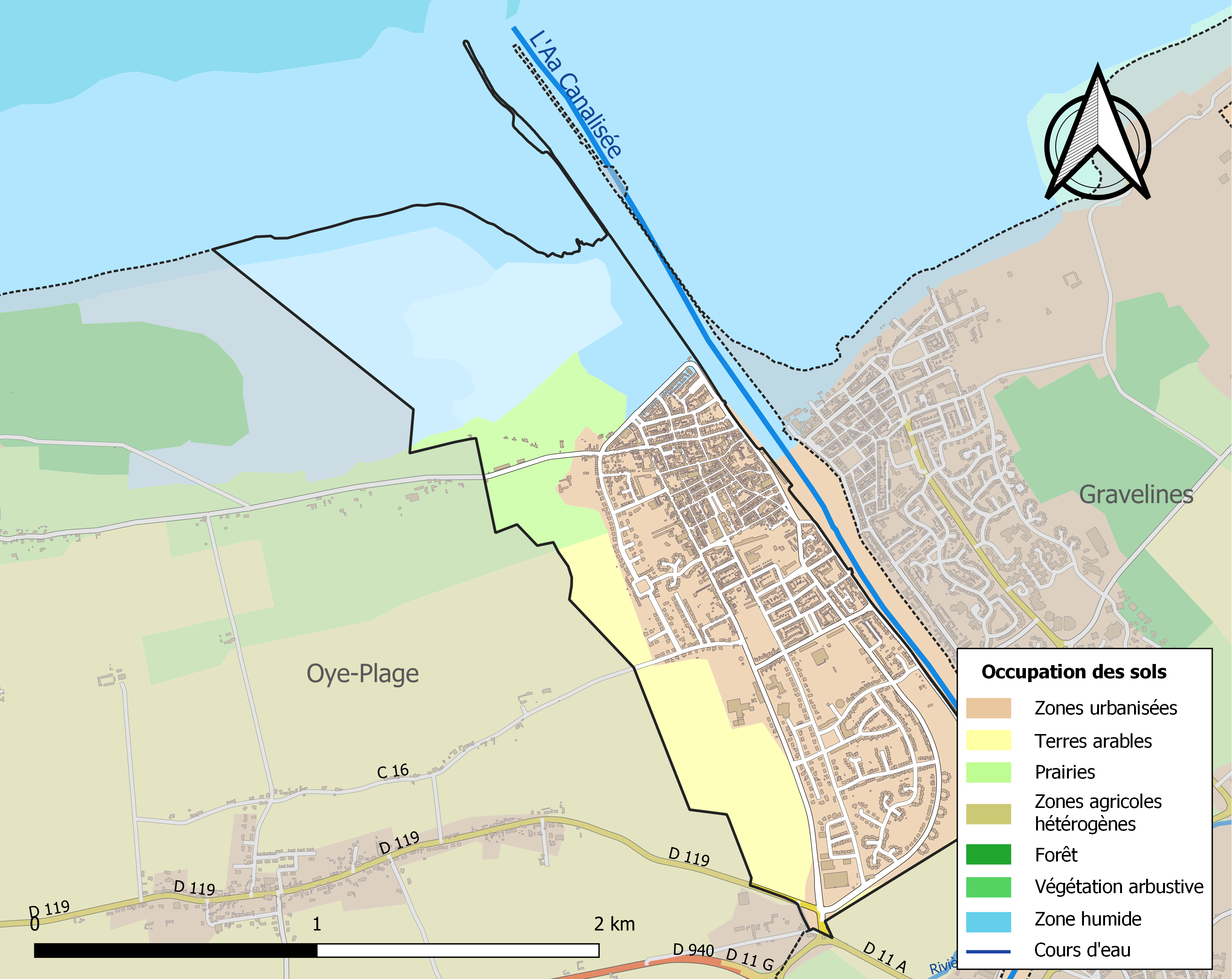
Kaart van de gemeente met belangrijkste infrastructuur, bodemgebruik en omliggende gemeenten

## Demografie
Onderstaande figuur toont het verloop van het inwonertal (bron: INSEE-tellingen).

## Nabijgelegen kernen
Oye-Plage, Gravelines
Broekburg · Broekkerke · Drinkam · Duinkerke (deels) · Kapellebroek · Kraaiwijk · Grand-Fort-Philippe · Grevelingen · Groot-Sinten · Loberge · Loon · Pitgam · Sint-Joris · Sint-Pietersbroek
Armboutskappel · Arneke · Bambeke · Bavinkhove · Belle · Berten · Bieren · Bissezele · Blaringem · Boeschepe · Boezegem · Bollezele · Borre · Bray-Dunes · Broekburg · Broekkerke · Broksele · Buisscheure · Drinkam · Duinkerke · Ebblingem · Eke · Ekelsbeke · Eringem · Gijvelde · Godewaarsvelde · La Gorgue · Grand-Fort-Philippe · Grevelingen · Groot-Sinten · Hardefoort · Haverskerke · Hazebroek · Herzele · Holke · Hondegem · Hondschote · Hooimille · Houtkerke · Kaaster · Kapelle · Kapellebroek · Kassel · Killem · Kraaiwijk · Krochte · Kwaadieper · Lederzele · Ledringem · Leffrinkhoeke · Linde · Loberge · Loon · Meregem · Merkegem · Merris · Meteren · Millam · Moerbeke · Niepkerke · Nieuw-Berkijn · Nieuw-Koudekerke · Nieuwerleet · Noordpene · Ochtezele · Okselare · Oostkappel · Oud-Berkijn · Oudezele · Pitgam · Pradeels · Rekspoede · Rubroek · Ruisscheure · Sint-Janskappel · Sint-Joris · Sint-Mariakappel · Sint-Momelijn · Sint-Pietersbroek · Sint-Silvesterkappel · Sint-Winoksbergen · Soks · Spijker · Stapel · Steenbeke · Steenvoorde · Steenwerk · Stegers · Stene · Strazele · Terdegem · Téteghem-Coudekerque-Village · Tienen · Uksem · Vleteren · Volkerinkhove · Waalskappel · Warrem · Waten · Wemaarskappel · Westkappel · Wilder · Winnezele · Wormhout · Wulverdinge · Zegerskappel · Zerkel · Zermezele · Zoeterstee · Zuidkote · Zuidpene